# 호프 올뭉치

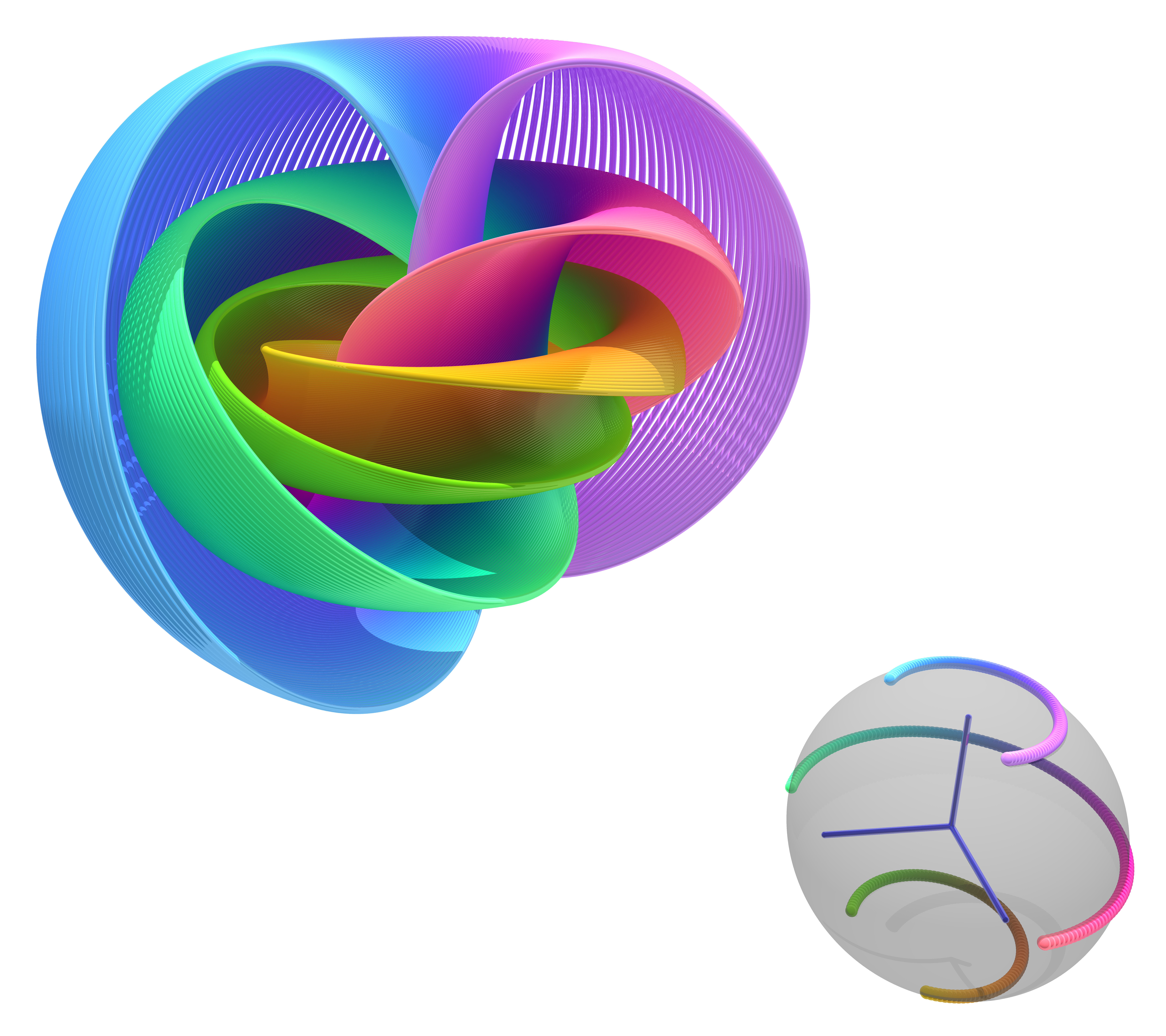
호프 올뭉치의 형상화. 왼쪽 위에는 3차원 구 (를 3차원 공간 에 사영한 모습), 오른쪽 아래에는 2차원 구 이다. 다발 구조를 보이기 위하여 2차원 구의 부분집합과 그 각 점에 대응하는 올을 같은 색깔로 표시하였다.

위상수학에서 호프 올뭉치(영어: Hopf fibration)는 구가 다른 차원의 구 위의 올다발을 이루는 현상이다. 가장 대표적인 경우는 3차원 구가 2차원 구 위에 다발을 이루는 경우며, 유사하게 7차원 구가 4차원 구 위에, 15차원 구가 8차원 구 위에 올다발을 이룬다.

## 정의
노름을 가진 나눗셈 대수 {\displaystyle X}와 그 차원 {\displaystyle n:=\dim X}가 주어졌다고 하자. 다시 말해, {\displaystyle X}는 실수 · 복소수 · 사원수 · 팔원수 대수 가운데 하나이고 각각의 경우 {\displaystyle n=1,2,4,8}이다. 그러면 다음과 같이 {\displaystyle X}의 원소 두 개의 순서쌍으로 초구 {\displaystyle \mathbb {S} ^{2n-1}}를 만들고 동치관계 {\displaystyle \sim }을 정의할 수 있다.
{\displaystyle \mathbb {S} ^{2n-1}=\{(x_{1},x_{2})|1=|x_{1}|^{2}+|x_{2}|^{2};x_{1},x_{2}\in X\}\subset X^{2}}
{\displaystyle (x_{1},x_{2})\sim (\lambda x_{1},\lambda x_{2})} ({\displaystyle \lambda \in X}, {\displaystyle |\lambda |=1})
이 때,
{\displaystyle \mathbb {S} ^{n}\cong \mathbb {S} ^{2n-1}/{\sim }}
을 얻는다. 즉, {\displaystyle \mathbb {S} ^{2n-1}}은 {\displaystyle \mathbb {S} ^{n}} 위에 올다발을 이루며, 그 올은 {\displaystyle \mathbb {S} ^{n-1}}인 것을 알 수 있다. 이를 호프 올뭉치라고 한다. 이에 따라, 다음과 같은 호프 올뭉치들을 얻는다.
{\displaystyle \mathbb {S} ^{0}\hookrightarrow \mathbb {S} ^{1}\twoheadrightarrow \mathbb {S} ^{1}} (실수)
{\displaystyle \mathbb {S} ^{1}\hookrightarrow \mathbb {S} ^{3}\twoheadrightarrow \mathbb {S} ^{2}} (복소수)
{\displaystyle \mathbb {S} ^{3}\hookrightarrow \mathbb {S} ^{7}\twoheadrightarrow \mathbb {S} ^{4}} (사원수)
{\displaystyle \mathbb {S} ^{7}\hookrightarrow \mathbb {S} ^{15}\twoheadrightarrow \mathbb {S} ^{8}} (팔원수)

### 일반화
보다 일반적으로, 결합 나눗셈 대수 {\displaystyle \mathbb {K} } ({\displaystyle \dim K=k})에 대하여, {\displaystyle \mathbb {K} }-사영 공간에 대한 주다발
{\displaystyle \mathbb {S} ^{k-1}\hookrightarrow \mathbb {S} ^{k(n+1)-1}\twoheadrightarrow \mathbb {KP} ^{n}}
을 정의할 수 있다. 이는 각각 다음과 같다.
- 실수: {\displaystyle \mathbb {S} ^{0}\hookrightarrow \mathbb {S} ^{n}\twoheadrightarrow \mathbb {RP} ^{n}}. 이는 2차 순환군 {\displaystyle \mathbb {S} ^{0}=\operatorname {Cyc} (2)}에 대한 주다발이다.
- 복소수: {\displaystyle \mathbb {S} ^{1}\hookrightarrow \mathbb {S} ^{2n+1}\twoheadrightarrow \mathbb {CP} ^{n}}. 이는 원군 {\displaystyle \mathbb {S} ^{1}=\operatorname {U} (1)}에 대한 주다발이다.
- 사원수: {\displaystyle \mathbb {S} ^{3}\hookrightarrow \mathbb {S} ^{2n+3}\twoheadrightarrow \mathbb {HP} ^{n}}. 이는 {\displaystyle \mathbb {S} ^{3}=}SU(2)에 대한 주다발이다.

마찬가지로, 두 나눗셈 대수의 포함 관계 {\displaystyle \mathbb {K} \subsetneq \mathbb {L} }에 대하여, {\displaystyle \dim \mathbb {L} /\dim \mathbb {K} =p}, {\displaystyle \dim \mathbb {L} =l}일 때, 올다발
{\displaystyle \mathbb {KP} ^{p-1}\hookrightarrow \mathbb {KP} ^{p(n+1)-1}\twoheadrightarrow \mathbb {LP} ^{n}}
을 정의할 수 있다.
- 실수 ⊂ 복소수: {\displaystyle \mathbb {S} ^{1}=\mathbb {RP} ^{1}\hookrightarrow \mathbb {RP} ^{2n+1}\twoheadrightarrow \mathbb {CP} ^{n}}. 이는 원군에 대한 주다발이다.
- 복소수 ⊂ 사원수: {\displaystyle \mathbb {S} ^{2}=\mathbb {CP} ^{1}\hookrightarrow \mathbb {CP} ^{2n+1}\twoheadrightarrow \mathbb {HP} ^{n}}. {\displaystyle \mathbb {S} ^{2}}에는 리 군 구조가 존재하지 않으므로, 이는 주다발이 아닌 올다발이다.
  - 특히, {\displaystyle \mathbb {S} ^{2}\hookrightarrow \mathbb {CP} ^{3}\twoheadrightarrow \mathbb {S} ^{4}=\mathbb {HP} ^{1}}는 콤팩트화 4차원 시공간과 트위스터 공간 사이의 관계이다.
- 실수 ⊂ 사원수: {\displaystyle \mathbb {RP} ^{3}\hookrightarrow \mathbb {RP} ^{4n+3}\twoheadrightarrow \mathbb {HP} ^{n}}. 이는 {\displaystyle \operatorname {RP} ^{3}=\operatorname {SO} (3)}에 대한 주다발이다.

반면, 이는 팔원수의 부분 나눗셈 대수에 대해서는 정의할 수 없다.

## 역사
1931년 하인츠 호프가 {\displaystyle \mathbb {S} ^{1}\hookrightarrow \mathbb {S} ^{3}\twoheadrightarrow \mathbb {S} ^{2}}을 발견하였다.
그는 1935년에 다른 차원일 때의 경우를 발표했다.

## 응용
물리학, 특히 양자역학에 등장한다. 자기 홀극의 전자기 퍼텐셜은 호프 올뭉치를 이룬다.